# Капитулација Јапана
Капитулација Јапана у Другом светском рату је објављена 15. августа 1945. године, обраћањем цара Хирохита народу, и званично потписана 2. септембра 1945. године, чиме су ратна непријатељства окончана.
Крајем јула 1945. Царска јапанска морнарица постала је неспособна за извођење великих операција, а савезничка инвазија на Јапан је била неминовна. Заједно са Уједињеним Краљевством и Кином, Сједињене Државе су затражиле безусловну предају јапанских оружаних снага у Потсдамској декларацији 26. јула 1945. — алтернатива је била „брзо и потпуно уништење“. Док су јавно изјављивали своју намеру да се боре до горког краја, јапански лидери (Врховни савет за управљање ратом, такође познат као „Велика шесторка“) тајно су молили званично неутрални Совјетски Савез да посредује у миру под условима повољнијим за Јапанце. Док су одржавали довољан ниво дипломатског ангажмана са Јапанцима да би им се оставио утисак да су можда вољни да посредују, Совјети су се тајно припремали да нападну јапанске снаге у Манџурији и Кореји (поред Јужног Сахалина и Курилских острва) чиме би испунили обећања која су тајно дали Сједињеним Државама и Уједињеном Краљевству на конференцијама у Техерану и Јалти.
Дана 6. августа 1945. у 8.15 ујутру по локалном времену, Сједињене Државе су детонирале атомску бомбу изнад јапанског града Хирошиме . Шеснаест сати касније, амерички председник Хари С. Труман поново је позвао на предају Јапана, упозоравајући их да „очекују рушевину из ваздуха, каква никада није виђена на овој земљи“. Касно увече 8. августа 1945, у складу са споразумима на Јалти, али кршећи совјетско-јапански пакт о неутралности, Совјетски Савез је објавио рат Јапану, а убрзо после поноћи 9. августа 1945. Совјетски Савез је извршио инвазију на јапанску марионетску државу Манџукуо. Неколико сати касније, Сједињене Државе су бациле другу атомску бомбу, овог пута на јапански град Нагасаки. После свих ових догађаја, цар Хирохито је интервенисао и наредио Врховном савету за управљање ратом да прихвати услове које су савезници поставили у Потсдамској декларацији за окончање рата. После још неколико дана преговора иза кулиса и неуспелог државног удара, цар Хирохито је 15. августа је путем радија најавио предају Јапана Савезницима.
Дана 28. августа почела је окупација Јапана на челу са врховним командантом савезничких сила . Церемонија предаје одржана је 2. септембра на бојном броду америчке морнарице USS Missouri, на којем су званичници јапанске владе потписали јапански инструмент о предаји, чиме су непријатељства окончана. Савезнички цивили и војно особље су славили дан победе над Јапаном и крај рата; међутим, изоловани војници и особље из јапанских снага широм Азије и Пацифика одбијали су да се предају месецима и годинама након тога, а неки су чак одбијали до 1970-их. Још увек се расправља о улози атомског бомбардовања у безусловној предаји Јапана, као и о етици два напада. Ратно стање је формално окончано када је  28. априла 1952. године ступио на снагу мир из Сан Франциска. Прошле су још четири године пре него што су Јапан и Совјетски Савез потписали совјетско-јапанску заједничку декларацију из 1956. године, која је формално окончала њихово ратно стање.